# Beauharnois—Laprairie
Pour les articles homonymes, voir Beauharnois et Laprairie (homonymie).
Beauharnois—Laprairie était une circonscription électorale fédérale située en Montérégie dans le sud-ouest du Québec, représentée de 1935 à 1949.

## Historique
La circonscription a été créée en 1933 à partir des circonscriptions de Beauharnois et de Laprairie—Napierville. Elle fut abolie en 1947 et redistribuée parmi les circonscriptions de Beauharnois, Châteauguay—Huntingdon—Laprairie et Saint-Jean—Iberville—Napierville.

## Géographie
La circonscription de Beauharnois—Laprairie comprenait:
- Le comté de Beauharnois, excluant la municipalité de Saint-Étienne
- Le comté de La Prairie
- Les municipalités de Sainte-Philomène, Saint-Joachim et de Sainte-Barbe
- Les villes de Léry et de Châteauguay

## Député
1. 1935-1949 — Maxime Raymond, Libéral (1935-1945) et Bloc populaire (1945-1949)